# Gimnasia en los Juegos Olímpicos de Londres 2012 – Gimnasia rítmica concurso completo individual femenino
El evento de concurso completo individual femenino de gimnasia rítmica en los Juegos Olímpicos de Londres 2012 tuvo lugar entre el 9 al 11 de agosto en el Wembley Arena.

## Horario
La hora está en Tiempo británico (UTC+1)
| Fecha                         | Tiempo | Ronda          |
| ----------------------------- | ------ | -------------- |
| Jueves, 9 de agosto de 2012   | 12:00  | Rotación 1 y 2 |
| Viernes, 10 de agosto de 2012 | 12:00  | Rotación 3 y 4 |
| Sábado, 11 de agosto de 2012  | 13:30  | Finales        |

## Qualification
| Posición | Gimnasta                       | · Pelota | Penalidad | · Aro  | Penalidad | · Mazas | Penalidad | · Cinta | Penalidad | Total   | Notas |
| -------- | ------------------------------ | -------- | --------- | ------ | --------- | ------- | --------- | ------- | --------- | ------- | ----- |
| 1        | Yevgeniya Kanayeva (RUS)       | 29.525   |           | 28.100 |           | 28.975  |           | 29.400  |           | 116.000 | Q     |
| 2        | Daria Dmitrieva (RUS)          | 28.800   |           | 29.000 | 0.05      | 27.800  |           | 28.925  |           | 114.525 | Q     |
| 3        | Aliya Garayeva (AZE)           | 28.350   |           | 27.450 | 0.10      | 27.850  |           | 28.200  |           | 111.850 | Q     |
| 4        | Sylvia Miteva (BUL)            | 27.800   |           | 27.700 |           | 27.325  |           | 28.100  |           | 110.925 | Q     |
| 5        | Liubov Charkashyna (BLR)       | 28.400   |           | 28.050 |           | 27.450  |           | 26.550  |           | 110.450 | Q     |
| 6        | Son Yeon-Jae (KOR)             | 27.825   |           | 28.075 |           | 26.350  | 0.05      | 28.050  |           | 110.300 | Q     |
| 7        | Alina Maksymenko (UKR)         | 28.125   |           | 27.300 |           | 27.800  |           | 26.800  |           | 110.025 | Q     |
| 8        | Joanna Mitrosz (POL)           | 27.250   |           | 27.425 |           | 27.625  |           | 27.450  |           | 109.750 | Q     |
| 9        | Neta Rivkin (ISR)              | 26.200   | 0.45      | 27.450 |           | 27.525  |           | 27.725  | 0.05      | 108.900 | Q     |
| 10       | Ganna Rizatdinova (UKR)        | 26.800   | 0.10      | 27.350 |           | 27.750  |           | 26.950  | 0.05      | 108.850 | Q     |
| 11       | Deng Senyue (CHN)              | 26.800   |           | 27.150 |           | 27.575  |           | 27.300  |           | 108.825 |       |
| 12       | Melitina Staniouta (BLR)       | 26.700   |           | 27.500 |           | 27.600  |           | 26.875  |           | 108.675 |       |
| 13       | Delphine Ledoux (FRA)          | 27.150   |           | 27.100 |           | 27.250  |           | 26.675  |           | 108.175 |       |
| 14       | Carolina Rodríguez (ESP)       | 26.625   |           | 26.900 |           | 27.175  |           | 26.100  |           | 106.800 |       |
| 15       | Anna Alyabyeva (KAZ)           | 26.575   |           | 27.200 | 0.05      | 25.250  |           | 27.400  |           | 106.425 |       |
| 16       | Julieta Cantaluppi (ITA)       | 26.675   |           | 25.200 |           | 26.850  |           | 26.550  |           | 105.275 |       |
| 17       | Jana Berezko-Marggrander (GER) | 26.575   |           | 26.300 |           | 27.325  |           | 24.900  |           | 105.100 |       |
| 18       | Caroline Weber (AUT)           | 25.950   |           | 25.925 |           | 26.725  |           | 26.350  |           | 104.950 |       |
| 19       | Chrystalleni Trikomiti (CYP)   | 26.250   |           | 26.250 | 0.05      | 26.375  | 0.05      | 25.650  | 0.05      | 104.675 |       |
| 20       | Ulyana Trofimova (UZB)         | 24.625   |           | 24.650 |           | 23.275  | 0.10      | 24.800  |           | 97.350  |       |
| 21       | Julie Zetlin (USA)             | 24.450   |           | 23.750 |           | 24.225  | 0.05      | 24.250  |           | 96.675  |       |
| 22       | Janine Murray (AUS)            | 23.100   |           | 24.350 |           | 23.875  |           | 25.000  |           | 96.325  |       |
| 23       | Yasmine Rostom (EGY)           | 23.775   |           | 23.925 | 0.20      | 25.050  |           | 23.500  |           | 96.250  |       |
| 24       | Francesca Jones (GBR)          | 24.550   |           | 24.200 |           | 21.975  |           | 23.900  |           | 94.625  |       |

## Final
| Posición          | Gimnasta                 | · Pelota | Penalidad | · Aro  | Penalidad | · Mazas | Penalidad | · Cinta | Penalidad | Total   | Notas |
| ----------------- | ------------------------ | -------- | --------- | ------ | --------- | ------- | --------- | ------- | --------- | ------- | ----- |
| Medalla de oro    | Yevgeniya Kanayeva (RUS) | 29.200   |           | 29.350 |           | 29.450  |           | 28.900  |           | 116.900 |       |
| Medalla de plata  | Daria Dmitrieva (RUS)    | 28.350   |           | 28.300 | 0.05      | 28.750  | 0.05      | 29.100  |           | 114.500 |       |
| Medalla de bronce | Liubov Charkashyna (BLR) | 28.000   |           | 28.100 |           | 27.525  | 0.05      | 28.075  |           | 111.700 |       |
| 4                 | Aliya Garayeva (AZE)     | 27.825   |           | 27.925 |           | 27.575  |           | 28.250  |           | 111.575 |       |
| 5                 | Son Yeon-Jae (KOR)       | 28.325   |           | 28.050 |           | 26.750  |           | 28.350  |           | 111.475 |       |
| 6                 | Alina Maksymenko (UKR)   | 26.675   |           | 27.950 |           | 27.550  |           | 27.450  |           | 109.625 |       |
| 7                 | Neta Rivkin (ISR)        | 26.850   | 0.05      | 27.350 |           | 27.800  |           | 27.000  |           | 109.000 |       |
| 8                 | Sylvia Miteva (BUL)      | 27.100   | 0.05      | 27.450 |           | 26.750  |           | 27.650  |           | 108.950 |       |
| 9                 | Joanna Mitrosz (POL)     | 27.150   |           | 27.475 |           | 26.850  |           | 27.425  |           | 108.900 |       |
| 10                | Ganna Rizatdinova (UKR)  | 27.050   | 0.10      | 26.750 | 0.05      | 26.975  |           | 26.500  | 0.05      | 107.400 |       |